# Club Stadio Italiano de Santiago
O Club Stadio Italiano,  é  uma agremiação poliesportiva chilena da cidade de Santiago, com destaque para o voleibol masculino medalhista de prata no Campeonato Sul-Americano de Clubes de 1974 no Chile e atualmente disputa Liga A1 Chilena.

## Voleibol masculino

### Títulos conquistados
Campeonato Sul-Americano de Clubes
- Vice-campeão: 1974

Campeonato Chileno
- Vice-campeão: 2021
- Quarto posto: 2018, 2022

Super 4 Nacional